# CITIC Plaza
Il CITIC Plaza è un grattacielo alto 391 metri situato a Canton, in Cina.
Completato nel 1997, è stata la più alta costruzione in cemento armato al mondo fino al completamento della Trump Tower di Chicago.